# Alejandra Melfo
Alejandra Melfo (sinh ngày 26 tháng 2 năm 1965) là một nhà vật lý người Venezuela gốc Uruguay. Cô được biết đến với những nỗ lực nghiên cứu và bảo tồn sông băng, đặc biệt là Humboldt Corona, sông băng cuối cùng ở Venezuela.

## Tuổi thơ
Melfo sinh ra ở Montevideo, thủ đô của Uruguay và chuyển đến Venezuela cùng gia đình vào năm 1976 với tư cách là những người tị nạn từ chế độ độc tài khi cô 11 tuổi. Cô sau đó trở thành một công dân Venezuela nhập tịch. Cô học tại Đại học Andes (ULA) ở Mérida và nhận bằng đại học năm 1989, bằng thạc sĩ năm 1994 và trở thành giảng viên tại ULA trong khi học tiến sĩ vật lý thiên văn tại Trường Quốc tế về Nghiên cứu Nâng cao (SISSA) ở Trieste, Ý.

## Sự nghiệp

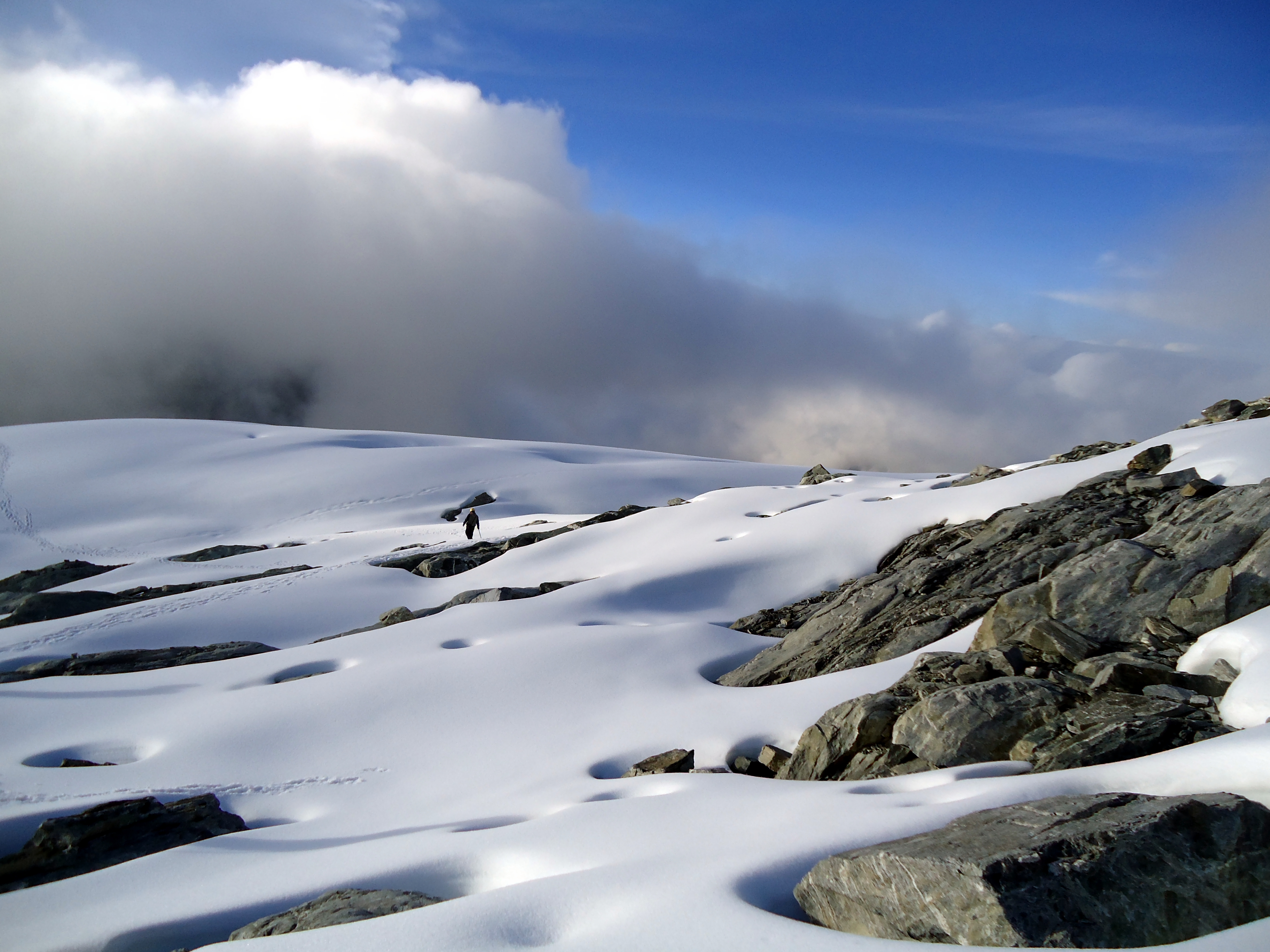
Sông băng La Corona, gần biến mất, đã xuất hiện thường xuyên trong các tác phẩm của Melfo.

Tại Đại học Andes, Melfo làm việc tại Khoa Vật lý và là giám đốc của Trung tâm Vật lý cơ bản. Cô đã đóng góp cho hơn 20 ấn phẩm khoa học kể từ đầu những năm 1990.
Ban đầu làm việc trên lý thuyết siêu đối xứng, công việc của cô sau đó tập trung vào sự suy giảm của sông băng, cụ thể là La Corona, sông băng cuối cùng ở Venezuela, sau khi được giới thiệu về nghiên cứu của Andrés Yarzábal, một nhà vi sinh học tại Đại học của dãy Andes. Melfo là lãnh đạo của một nhóm các nhà khoa học chuyên nghiên cứu về sự biến mất của các dạng băng do biến đổi khí hậu.